# Kōdai-in
Kōdai-in (高台院?; ... – 17 ottobre 1624), conosciuta anche come Nene (ねね), One (おね), Nei (ねい), fu un'aristocratica e monaca buddista, fondatrice del tempio Kōdai-ji a Kyoto, in Giappone, durante i periodi Sengoku ed Edo. Fu, in precedenza, la moglie principale del daimyō Toyotomi Hideyoshi.

## Giovinezza
Nacque col nome Sugihara Yasuko vicino a Tsushima nella provincia di Owari tra il 1541 e il 1549. Era la seconda figlia di Sugihara Sadatoshi e di sua moglie Asahi-dono. Si raccontava che Maeda Toshiie avesse un interesse per Nene prima del suo matrimonio con Hideyoshi.

## Moglie di Hideyoshi
Attorno al 1561 sposò Hashiba Hideyoshi un uomo che sarebbe diventato in seguito uno dei tre grandi unificatori del Giappone, sebbene al momento del loro matrimonio fosse ancora un semplice generale. Nene era la moglie principale e anche una delle sue mogli preferite. Nel 1585, dopo che Hideyoshi fu nominato alla carica di Reggente imperiale (Kampaku), Nene assunse il titolo di Kita no mandokoro, con la quale è più comunemente conosciuta in inglese.
Come moglie di Hideyoshi, Nene è famosa per essere stata una dei suoi più stretti aiutanti e confidenti. Appartenente al clan Kinoshita, figlia di un samurai, aveva molti legami familiari che avevano dato a Hideyoshi numerosi servitori. Tra questi sostenitori c'erano Sugihara Ietsugu (zio di Nene), Kinoshita Iesada (fratello di Nene), Kobayakawa Hideaki (nipote di Nene) e Asano Nagamasa (cognato di Nene). L'ultimo di questi samurai avrebbe agito da importante funzionario nella successiva amministrazione Toyotomi. Si sapeva che Nene era una donna intelligente che, a volte, consigliava Hideyoshi su questioni di governance. Quando Hideyoshi abrogò le esenzioni fiscali che aveva concesso ai residenti che vivevano nel suo quartier generale a Nagahama, Nene gli fece appello per ripristinare tali esenzioni. Si racconta che Hideyoshi scriveva spesso lettere a Nene per raccontarle come stavano andando le sue campagne. Hideyoshi lo fece dopo la sua invasione del territorio di Sassa Narimasa nella regione giapponese di Hokuriku e dopo la sua campagna contro il clan Shimazu.
Dopo che Hideyoshi ebbe unificato il Giappone, Nene spesso si univa a lui nelle celebrazioni. Era cortese e rispettosa con i suoi ospiti in ogni occasione. Quando l'imperatore Go-Yōzei visitò la dimora di Hideyoshi con il suo entourage nel 1588, Nene distribuì liberamente una moltitudine di doni ai visitatori di Hideyoshi. Ricevette il grado di Juichii dall'Imperatore stesso. Durante le invasioni giapponesi della Corea, Nene aiutò l'esercito Toyotomi dando consigli su come trasferire forniture dal Giappone alla Corea.
Sebbene adorata, Nene si trovava spesso a competere con altre donne per l'attenzione di Hideyoshi. In una lettera a Nene, Oda Nobunaga notò anche che Hideyoshi era alquanto insoddisfatto di Nene poiché prese diverse concubine. Nene non ebbe figli. 

### Lettera di Nobunaga
... è passato un po' di tempo dall'ultima volta che ti ho visto, ma la tua bellezza cresce di giorno in giorno. Tōkichirō (Hideyoshi) si lamenta costantemente di te ed è scandaloso. Mentre quel ratto calvo (Hideyoshi) si affretta a trovare un'altra brava donna, tu rimani nobile ed elegante. Non essere invidiosa. Mostra a Hideyoshi questa lettera ...

## Vedova di Hideyoshi
Nene si preoccupò per Hideyoshi quando fu sul letto di morte. Alla fine, mentre Hideyoshi era vicino alla morte, presentò una petizione alla Corte Imperiale per sponsorizzare un rituale di danza sacra per pregare e accelerare la guarigione di Hideyoshi.
Dopo la morte di Hideyoshi nel 1598, Nene divenne monaca e assunse il nome dharma di Kōdai-in Kogetsuni. Fu rispettata come figura materna per molti fedeli del clan Toyotomi che si dimostrarono fedeli anche dopo la morte di Hideyoshi. Consegnò il rione orientale del castello di Osaka a Tokugawa Ieyasu e si trasferì nel palazzo imperiale. Nene aveva una personalità accattivante e gentile, quindi ottenne il rispetto di molti, aiutò e ospitò molte donne legate all'esercito occidentale (comandato da Ishida Mitsunari) dopo la battaglia di Sekigahara.
Nel 1603 Nene partecipò al matrimonio di Toyotomi Hideyori e Senhime. Nel 1606 con l'aiuto di Tokugawa Ieyasu, fondò il tempio buddista Kōdai-ji a Kyoto, nel quale si trasferì. Divenne l'area di sepoltura per suo marito, sua madre e in seguito Toyotomi Hideyori. Durante la guerra tra Hideyori e Ieyasu, che si concluse con l'assedio di Osaka, Kōdai-in si schierò dalla parte dei Tokugawa.

## Morte
Dopo la sua morte nel 1624, fu sepolta all'interno del complesso del tempio e le fu dato postumo il nome di Hikari no Tenshi o Angelo della luce.
I suoi resti furono successivamente rinvenuti per far posto al santuario noto come Otama-ya. Al suo completamento, i suoi resti furono sepolti in tale luogo, collocati sotto la statua lignea di se stessa, accanto a quella di Hideyoshi.

## Eredità
La vita di questa illustre residente di Kyoto viene ancora commemorata com una stradina che porta il suo nome. La via di Nene (ね ね の 道 Nene-no-Michi) è fiancheggiata da strutture costruite nel tradizionale stile di Kyoto. Nene-no-Michi si trova nel quartiere di Higashiyama, nella parte orientale di Kyoto, vicino a Kōdai-ji, al parco Maruyama e al santuario Yasaka.